# Tony Vidmar
Pour les articles homonymes, voir Vidmar.
Antony Vidmar, dit Tony Vidmar, né le 4 juillet 1970 à Adélaïde en Australie, est un footballeur international australien reconverti en entraîneur. Il est le jeune frère d'Aurelio Vidmar.
Il a été finaliste de la Coupe des confédérations 1997 avec l'équipe d'Australie.

## Biographie

### Carrière de joueur
Il met fin à sa carrière de joueur professionnel en février 2008 à l'issue de la finale du Championnat d'Australie

### Carrière internationale
Au total, il compte 76 sélections et 3 buts en équipe d'Australie entre 1991 et 2006.

## Palmarès
- Finaliste de la Coupe des confédérations 1997 avec l'équipe d'Australie.
- Vainqueur de la Coupe d'Océanie en 2004 avec l'Australie.
- Champion d'Australie (National Soccer League) en 1992 et 1994 avec Adélaïde City.
- Champion d'Australie (A-League Premiership) en 2007 avec le Central Coast Mariners FC.
- Champion d'Écosse en 1999 et 2000 avec les Glasgow Rangers.
- Vainqueur de la Coupe d'Écosse en 1999, 2000 et 2002 avec les Glasgow Rangers.
- Vainqueur de la Coupe de la Ligue écossaise en 1999 et 2002 avec les Glasgow Rangers.